# Albergaria-a-Velha
Albergaria-a-Velha és un municipi portuguès, situat al districte d'Aveiro, a la regió del Centre i a la subregió de Baixo Vouga. L'any 2004 tenia 25.921 habitants. Es divideix en 8 freguesies. Limita al nord amb Estarreja i Oliveira de Azeméis, a l'est amb Sever do Vouga, al sud-est amb Águeda, al sud-oest amb Aveiro i al nord-oest amb Murtosa. Fou creat el 1835 per desagregament del d'Aveiro
| Població del concelho d'Albergaria-a-Velha (1849 – 2004) | Població del concelho d'Albergaria-a-Velha (1849 – 2004) | Població del concelho d'Albergaria-a-Velha (1849 – 2004) | Població del concelho d'Albergaria-a-Velha (1849 – 2004) | Població del concelho d'Albergaria-a-Velha (1849 – 2004) | Població del concelho d'Albergaria-a-Velha (1849 – 2004) | Població del concelho d'Albergaria-a-Velha (1849 – 2004) | Població del concelho d'Albergaria-a-Velha (1849 – 2004) |
| -------------------------------------------------------- | -------------------------------------------------------- | -------------------------------------------------------- | -------------------------------------------------------- | -------------------------------------------------------- | -------------------------------------------------------- | -------------------------------------------------------- | -------------------------------------------------------- |
| 1849                                                     | 1900                                                     | 1930                                                     | 1960                                                     | 1981                                                     | 1991                                                     | 2001                                                     | 2004                                                     |
| 4717                                                     | 13526                                                    | 15293                                                    | 18446                                                    | 21326                                                    | 21995                                                    | 24638                                                    | 25497                                                    |

## Freguesies
- Albergaria-a-Velha
- Alquerubim
- Angeja
- Branca
- Frossos
- Ribeira de Fráguas
- São João de Loure
- Valmaior